# C. Edmund & Company
Die C. Edmund & Company aus Chester war ein britischer Motorradhersteller, der zwischen 1907 und 1923 tätig war. Außerdem entstanden im Jahre 1920 Automobile.
Das einzige Automodell war ein Cyclecar. Für den Antrieb sorgte ein Zweizylinder-Reihenmotor. Die Kraftübertragung erfolgte mittels Kardanantrieb.